# 카우산틴 1세 막 키나다
카우산틴 막 키나다(중세 아일랜드어: Causantín mac Cináeda, 스코틀랜드 게일어: Còiseam mac Choinnich, ? - 877년)는 픽트인의 왕이다. 키나드 막 알핀의 아들로, 숙부 돔날 막 알핀을 계승해 왕위에 올랐다. 카우산틴의 치세 동안 아일랜드, 노섬브리아를 근거지로 한 바이킹의 활동이 증가하기 시작한 것으로 보인다. 카우산틴은 바이킹과 싸우다 죽었다.
| 전임 돔날 1세 막 알핀 | 픽트인의 왕 862년–877년 | 후임 아드 막 키나다 |